# Dobutsuen-mae (métro d'Osaka)
Dobutsuen-mae (動物園前駅, Dōbutsuen-mae-eki) est une station du métro d'Osaka sur les lignes Midōsuji et Sakaisuji dans l'arrondissement de Nishinari à Osaka.

## Situation sur le réseau
La station Dobutsuen-mae est située au point kilométrique (PK) 12,9 de la ligne Midōsuji, entre les stations Daikokucho et Tennoji, et au PK 7,0 de la ligne Sakaisuji, entre les stations Ebisucho et Tengachaya.

## Histoire
La station a été inaugurée le 21 avril 1938 sur ligne Midōsuji. La station de la ligne Sakaisuji ouvre le 6 décembre 1969.

## Services aux voyageurs

### Accès et accueil
La station est ouverte tous les jours.

### Desserte
- Ligne Midōsuji :
  - voie 1 : direction Nakamozu
  - voie 2 : direction Esaka (interconnexion avec la ligne Kitakyu Namboku pour Minoh-kayano)
- Ligne Sakaisuji :
  - voie 1 : direction Tengachaya
  - voie 2 : direction Tenjinbashisuji 6-chome (interconnexion avec la ligne Hankyu Kyoto pour Kyoto-Kawaramachi ou la ligne Hankyu Senri pour Kita-senri)

Installations et desserte
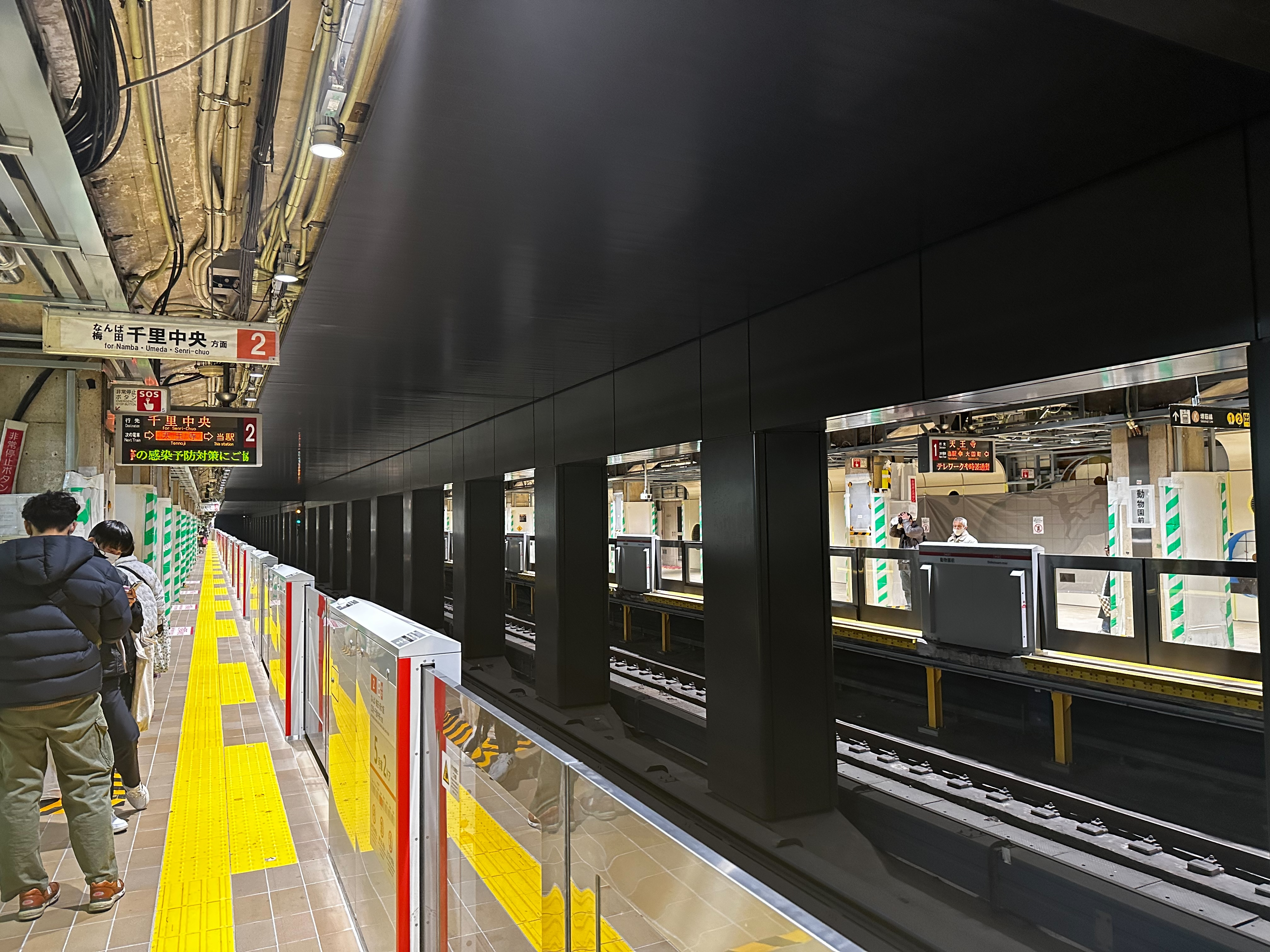
Quais de la ligne Midōsuji
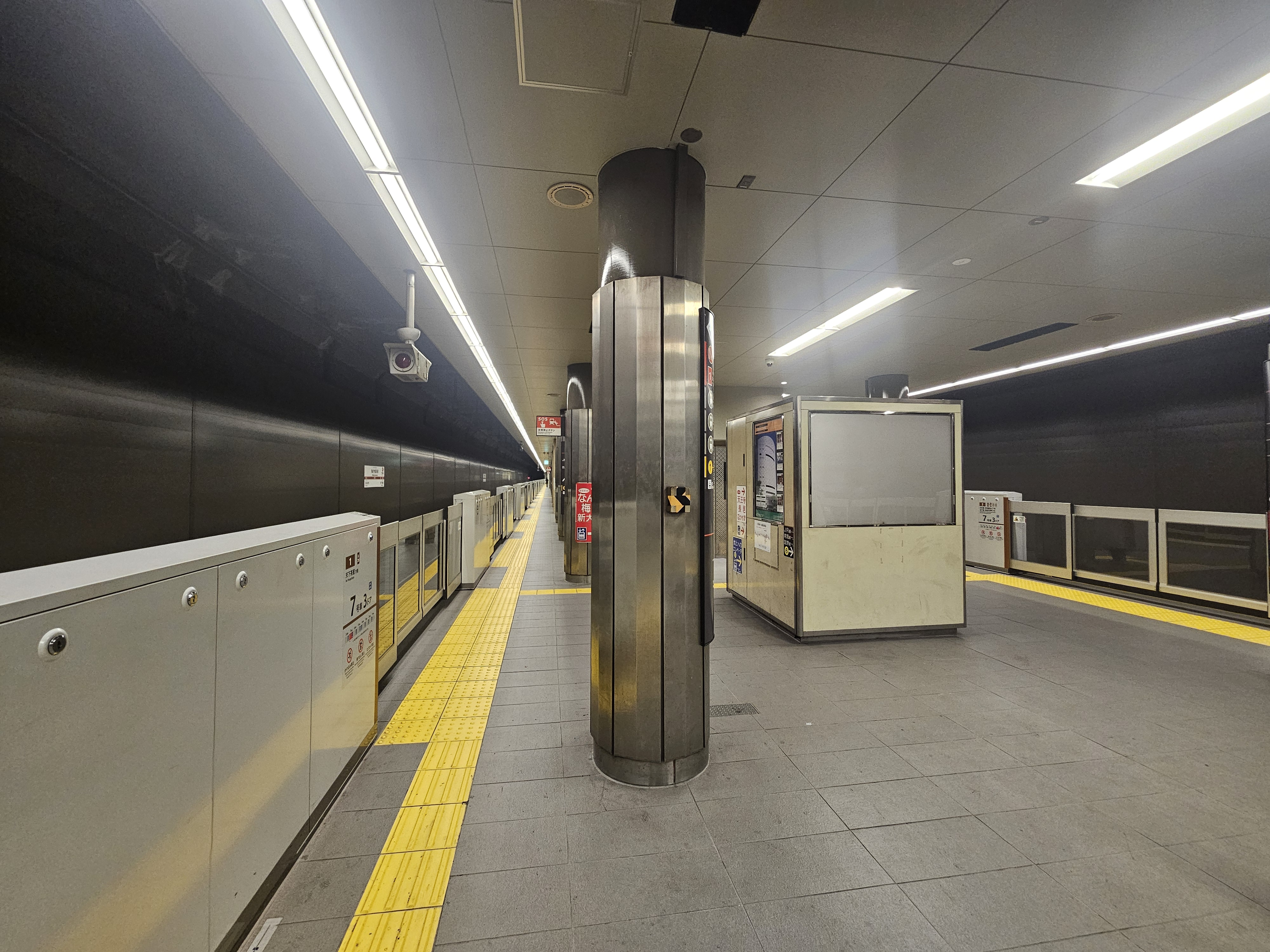
Quai de la ligne Sakaisuji

### Intermodalité
La gare de Shin-Imamiya (ligne circulaire d'Osaka, ligne Yamatoji, ligne principale Nankai et ligne Nankai Kōya) et l'arrêt Shin-Imamiya-ekimae du tramway d'Osaka sont situés à proximité de la station.

## Environs
- Zoo de Tennoji
- Parc de Tennoji
- Musée municipal des beaux-arts d'Osaka
- Tsūtenkaku
- Shinsekai
- Kamagasaki
- Tobita Shinchi